# 普氏獅子魚
普氏獅子鱼，为輻鰭魚綱鮋形目杜父魚亞目狮子鱼科的其中一種。目前發現於西北太平洋區的薩哈林島東岸海域，屬底棲性魚類，棲息在水深88至90公尺的海域，生活習性不明。